# Hirsebreifahrt

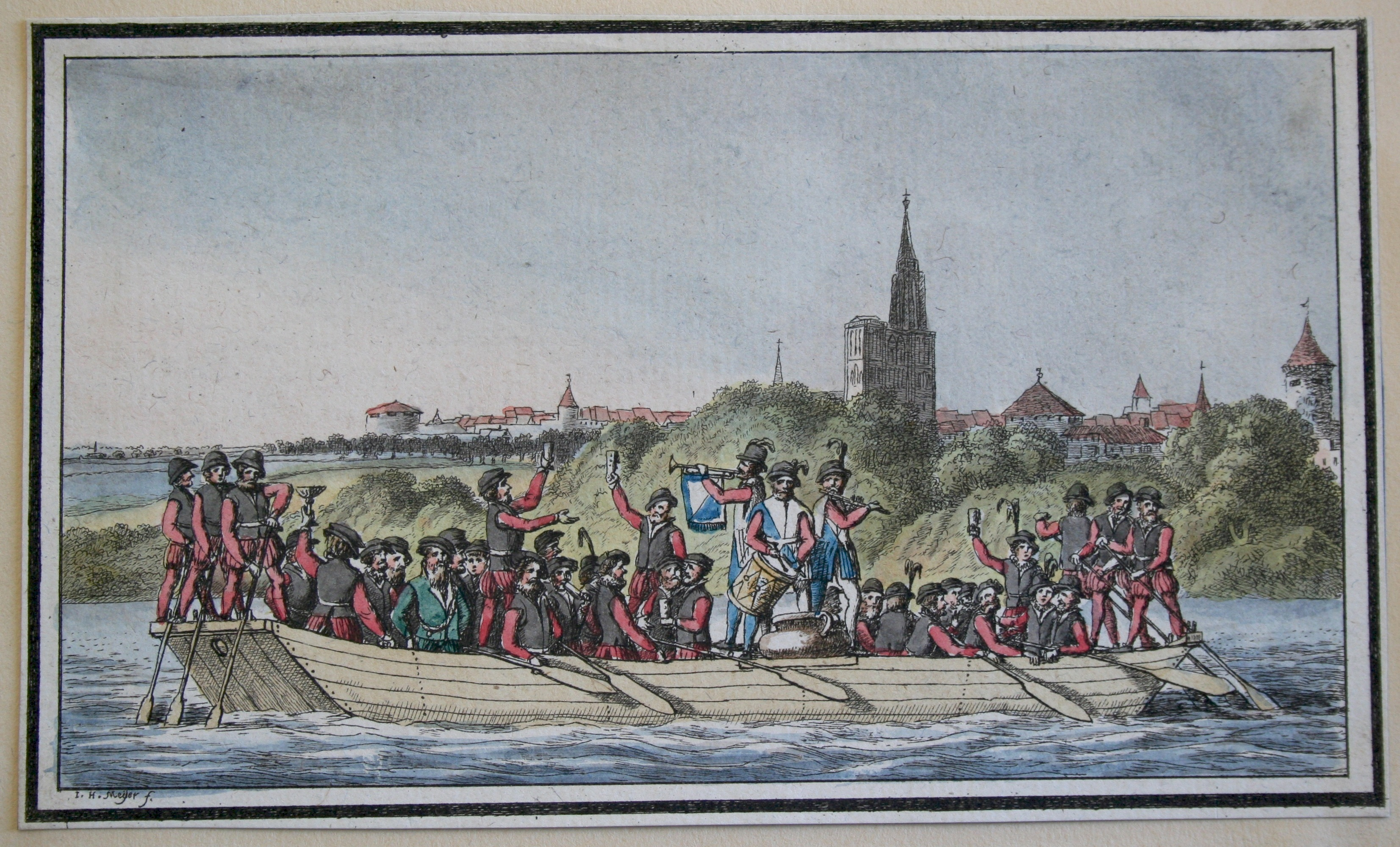
Darstellung der Hirsebreifahrt von 1797 (Münster seitenverkehrt)

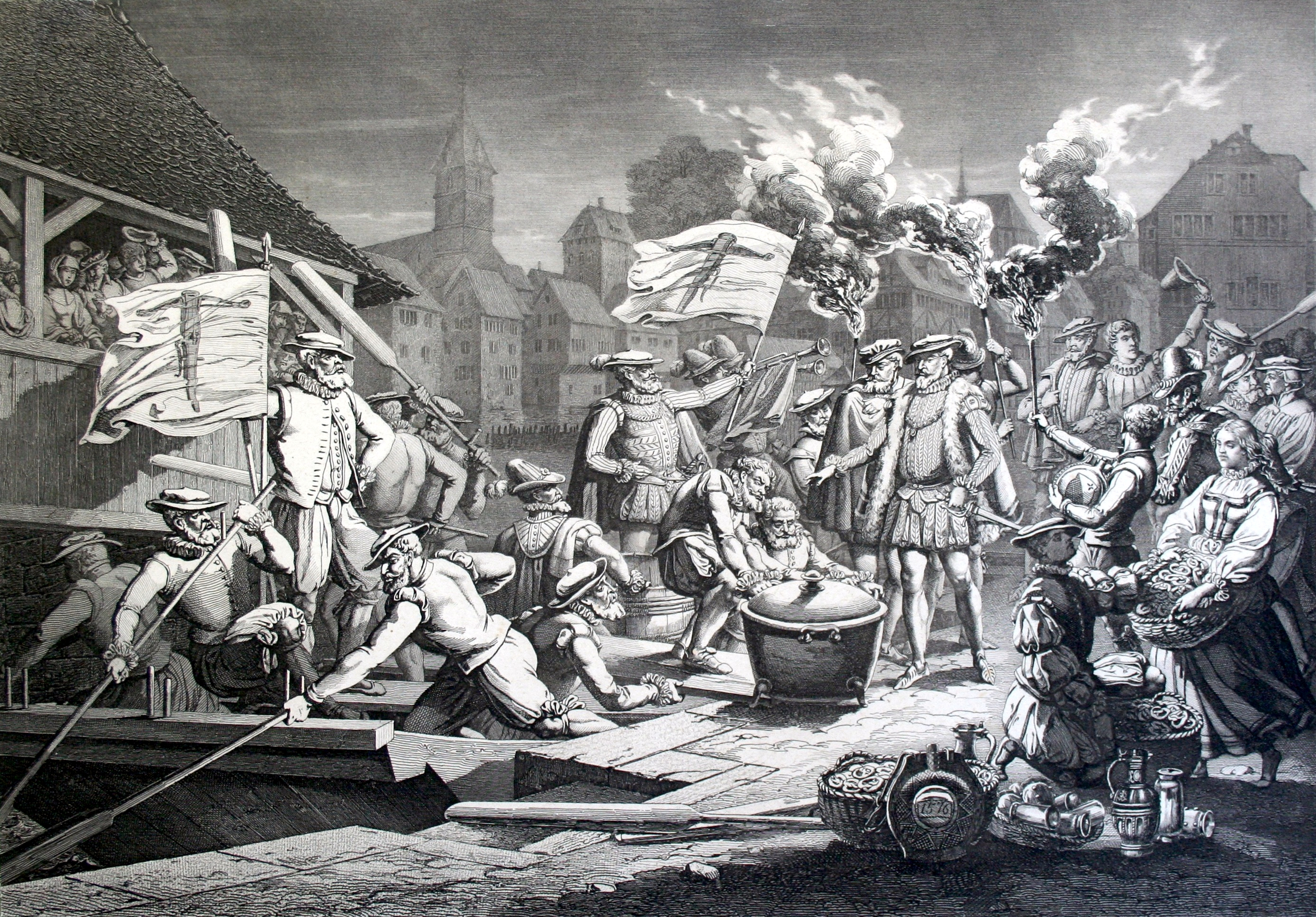
Darstellung von Johann Conrad Werdmüller

Die Hirsebreifahrt war eine Wette zwischen den Schweizern aus Zürich und den Elsässern aus Strassburg im Jahr 1456. Die Zürcher bewiesen mit einer Bootsfahrt, dass sie innerhalb von 24 Stunden in Strassburg sein konnten, weil der aus Zürich im Boot mitgebrachte Hirsebrei in Strassburg noch warm war.

## Vorgeschichte
In früheren Zeiten fanden in Strassburg sogenannte «Feldschiessen» statt, zu welchen auch die Nachbarn eingeladen wurden. So waren auch einmal Zürcher Schützen dabei. Sie stellten die Behauptung auf, falls Strassburg während Kriegswirren belagert werden sollte, könnten die Zürcher schnell Hilfe leisten. Zum Beweis dieser Fähigkeit würden sie einen Topf mit warmem Hirsebrei so schnell auf dem Wasserweg von Zürich nach Strassburg fahren, dass sie ihn noch warm übergeben.

## Wettfahrt
Im Jahre 1456 lösten die Zürcher dieses Versprechen ein. Sie bereiteten einen Hirsebrei zu und fuhren los. Tatsächlich gelang es ihnen, Strassburg innerhalb von 22 Stunden zu erreichen und den warmen Topf zu übergeben.

## Wiederholungen

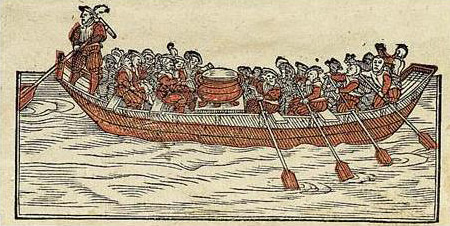
Titelblatt von Fischarts glückhafftem Schiff

Die Fahrt wurde am 20. Juni 1576 wiederholt und auch damals wurde der Brei so heiss abgeliefert, dass sich die Strassburger beim Essen „die Lefzen“ verbrannt haben sollen. 
Berühmt ist das 1174 Verse lange Lobgedicht, welches Johann Fischart aus diesem Anlass verfasst hat: Das glückhafft Schiff von Zürich. Der Zürcher Gold- und Silberschmied Abraham Gessner, der an der Wiederholungsfahrt teilgenommen hatte, fertigte anschliessend zur Erinnerung eine silberne Fussschale, die heute im Schweizerischen Landesmuseum aufbewahrt wird. In Strassburg erinnert ein 1884 errichteter Brunnen (der älteste erhaltene der Stadt) an das Ereignis. An dem von Frédéric Auguste Bartholdi 1895 geschaffenen Strassburger Denkmal in Basel erinnert eines der Halbreliefs (das zur Elisabethenanlage zeigende) ebenfalls an diese zweite Hirsebreifahrt.
Seit 1946 findet die Fahrt wieder alle zehn Jahre statt (mit Ausnahme von 1966, diese Fahrt wurde 1967 nachgeholt). Auch 2006, vom 24. August bis zum 27. August, organisierten der Limmat-Club Zürich zusammen mit der Schützengesellschaft der Stadt Zürich, der Gesellschaft der Bogenschützen in Zürich und der Stadtmusik Zürich eine weitere Hirsebrei-Fahrt nach Strassburg. War in früheren Jahrzehnten der Zürcher Stadtpräsident nur auf einem Teilstück dabei, machte Elmar Ledergerber 2006 die ganze Fahrt mit. Wie alle anderen Reisenden trug er dabei die ganze Zeit ein historisches Kostüm.
Wegen der vielen Wehre, Staumauern und Schleusen – insgesamt sind 29 Hindernisse zu überwinden – dauert die Fahrt heute bedeutend länger als früher – etwa 2,5 Tage (ca. 27 Stunden Fahrt und 30 Stunden Mittags-/Nachtruhe). Deshalb wird der von der Zürcher Confiserie Sprüngli hergestellte Brei heute auf dem direkten Landweg nach Kehl, die deutsche Nachbargemeinde von Strassburg, transportiert und erst dort an Bord gebracht. Die Einfahrt in Strassburg ist immer ein Volksfest mit grosser Beteiligung der Bevölkerung und Behörden. Am Nachfolgetag findet ein Schiesswettbewerb und ein Schifferstechen statt.
Die Hirsebreifahrt des Jahres 2016 startete am 13. Juli mit zwei hölzernen Langschiffen und zwei kürzeren Übersetzbooten, sie erreichte den Zielort am 17. Juli. Unter anderem fuhr (mit Ausnahme von André Odermatt) der gesamte Zürcher Stadtrat (die Exekutive) mit, ab Baden eine wechselnde Delegation. Bei den Zwischenhalten entlang der Strecke und am Zielort fanden jeweils offizielle Empfänge der Anliegergemeinden statt. Wegen Hochwassers durften zwischen Laufenburg AG und Rheinfelden AG die Schleusen der Flusskraftwerke nicht passiert werden; in diesem Abschnitt musste die Delegation daher auf den Landweg ausweichen. Die Boote wurden vor dem Kraftwerk Laufenburg aus dem Fluss geholt, mit Tiefladern weitertransportiert und nach dem Kraftwerk Rheinfelden wieder zu Wasser gelassen.

## Bilder

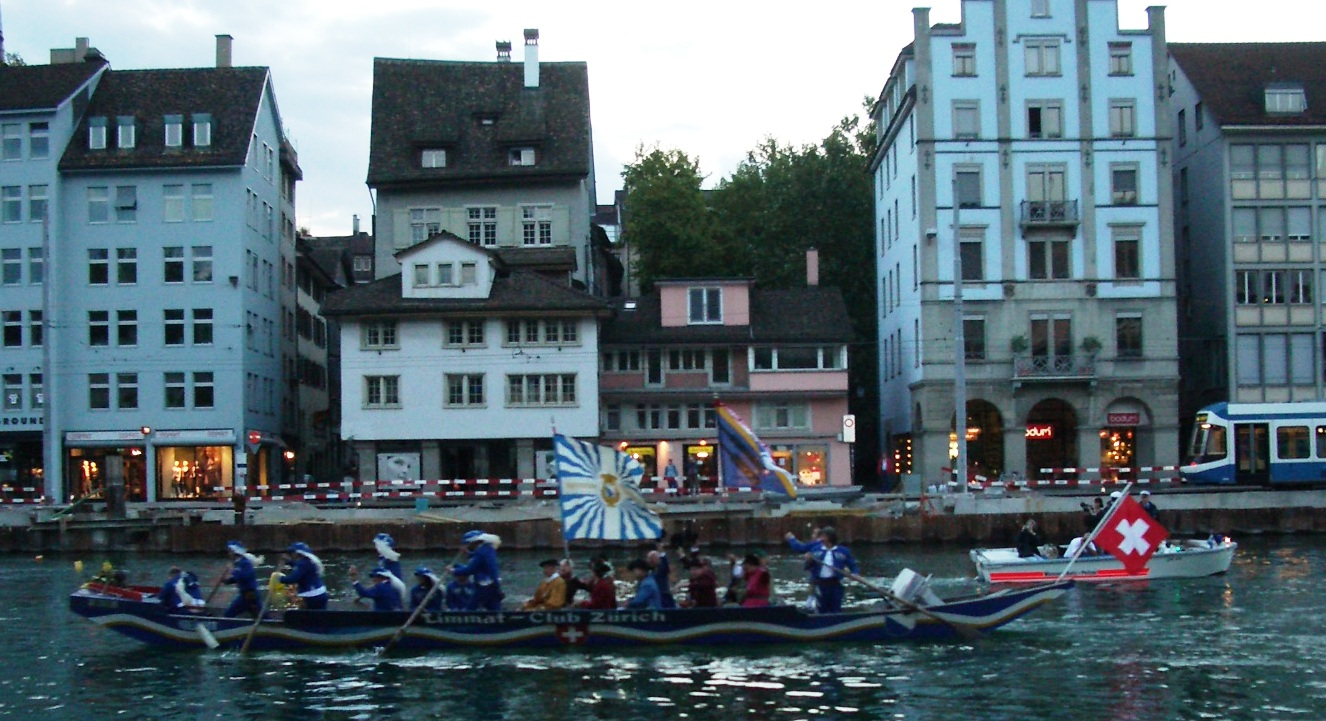
Hirsebreifahrt 2006, Abfahrt in Zürich
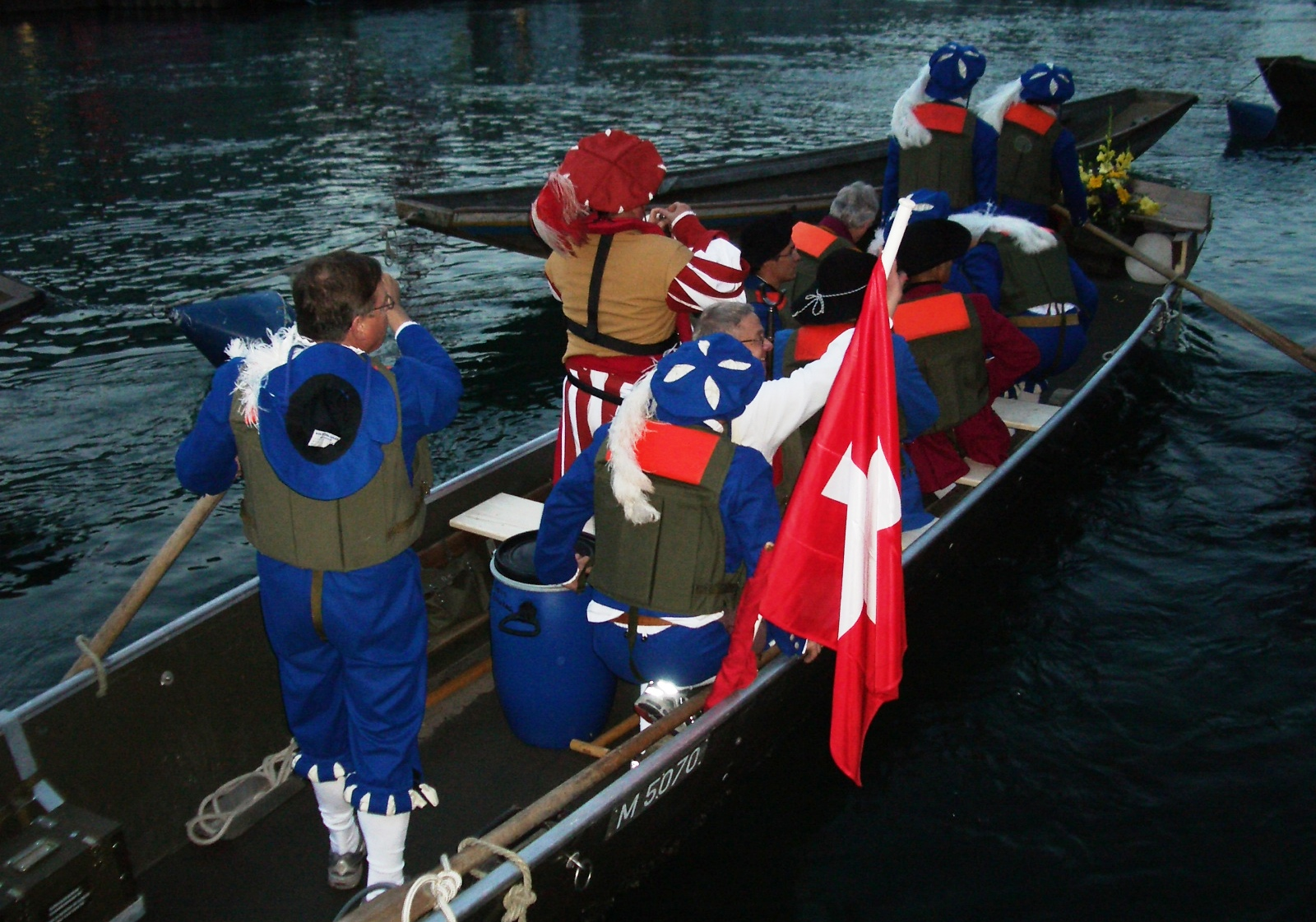
Hirsebreifahrt 2006
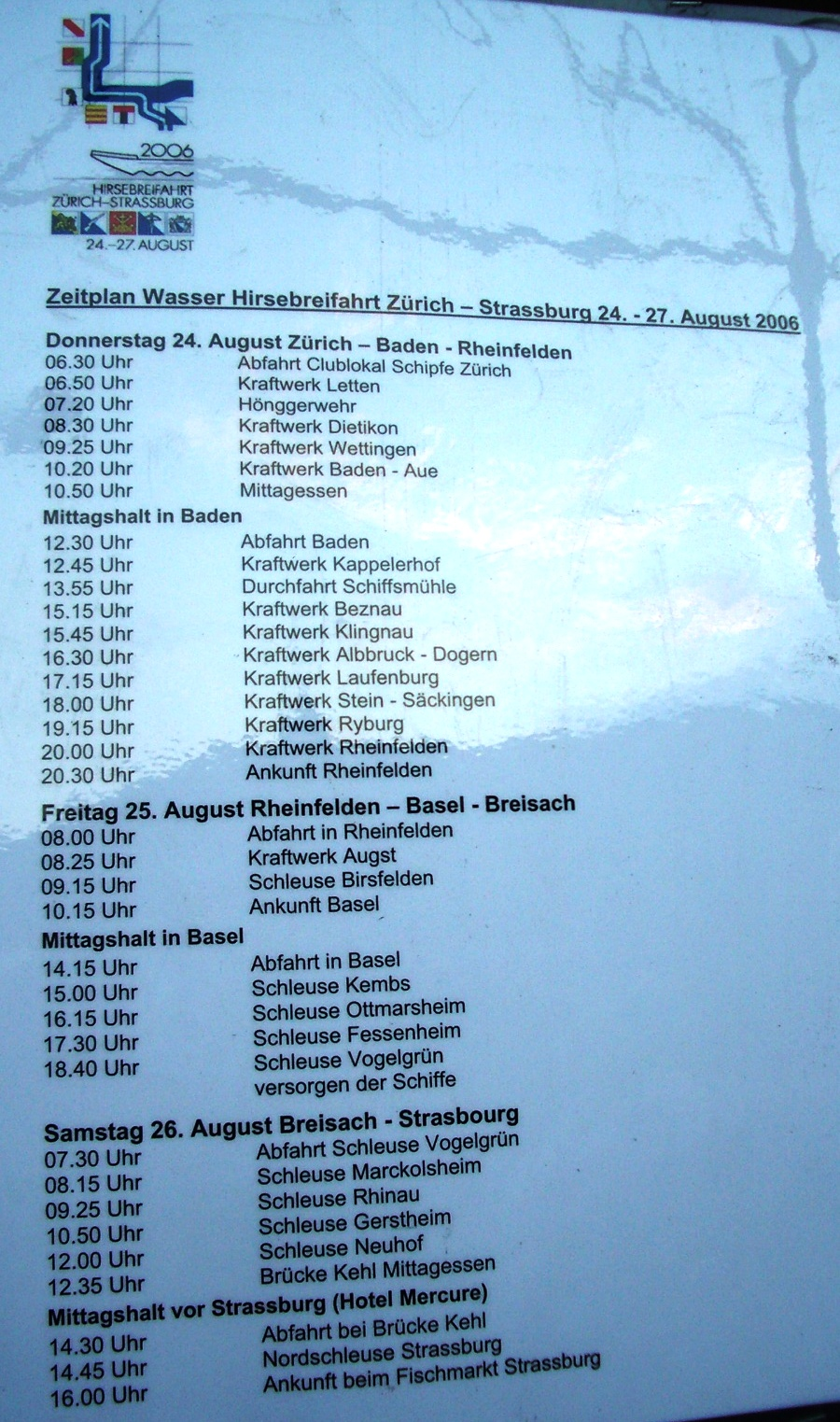
Fahrplan 2006